# Batalla de Ras Kamboni
La batalla de Ras Kamboni fou el darrer combat lliurat entre l'exèrcit d'Etiòpia i la Unió de Corts Islàmiques de Somàlia (UCI), el gener del 2007, en l'ofensiva etíop a Somàlia (20 de desembre del 2006 a 12 de gener del 2007). Després de la batalla de Jilib, les forces islamistes es van retirar cap a Ras Kamboni a la frontera amb Kenya i a la vora de l'oceà Índic.

## Antecedents
La sintervenció etíop a Somàlia fou un conflicte armat que va confrontar les forces militar d'Etiòpia i les del govern Federal de la Transició somaliana (GFT), a més de les tropes somalianes de Puntlàndia contra l"'organització paraigua" islamista somaliana, la Unió de les Cortes Islàmiques (UCI, i encara, altres milícies, que es disputen el control del país. La guerra va començar oficialment poc després del 20 de juliol de 2006, quan les tropes etíops, recolzades pels EUA, van envair Somàlia per donar suport al Govern Federal de Transició a la ciutat de Baidoa. Degut a això, el líder de l'UCI, Sheikh Hassan Dahir Aweys, declara que "Somàlia està en guerra, i tots els somalis han de participar en aquesta resistència contra Etiòpia". Així, el 24 de desembre del 2006 Etiòpia declara que passaria a lluitar activament contra l'UCI.

## La batalla
El dia 5 de gener del 2007 els etíops van començar els atacs aeris. El dia 7 avions dels Estats Units procedents de Djibouti van atacar posicions islamistes a l'illa de Badmadow (propera a Ras Kamboni) sospitosa de ser una base terrorista. El dia 8 el ministre de defensa del Govern Federal de Transició (GFT) va anunciar que les seves forces i els aliats etíops estaven prop de Ras Kamboni. El vaixell dels Estats Units USS Dwight D. Eisenhower procedent de l'Arxipèlag de Lamu a Kenya es va dirigir a la zona. El dia 9 avions americans van bombardejar Hayo entre Afmadov i Dhobley, i més tard es va produir a la mateixa zona un atac amb helicòpters que el ministre de defensa va dir que eren americans però podrien ser etíops. El dia 12 Ras Kamboni fou ocupada per les tropes del GFT però la lluita va seguir encara per unes hores a la rodalia.

## Conseqüències
A principis de desembre de 2008, Etiòpia va anunciar que retiraria les seves tropes de Somàlia en breu, i més tard va anunciar que primer ajudaria a assegurar la retirada de les forces de pau de l'AMISOM de Burundi i Uganda abans de retirar-se. La ràpida retirada de les forces de pau de l'AMISOM es va veure com una pressió addicional sobre les Nacions Unides per tal de mantenir la pau. El 25 de gener de 2009, les tropes etíops es van retirar completament de Somàlia.